# Luís F. Lindley Cintra
Luís Filipe Lindley Cintra (Espariz, Tábua, 5 de març de 1925 — Sesimbra, 18 d'agost de 1991) fou un filòleg i lingüista portuguès. Entre d'altres, va estudiar la llengua mirandesa.

## Vida i obra
Lindley Cintra va estudiar a la Faculdade de Letras de la Universitat de Lisboa, on es va llicenciar el 1942 i doctorar el 1952 en Filologia Romànica. Fou professor d'aquesta mateixa universitat, des de 1950, primer com a ajudant (fins a 1960) i després com a professor (1960-62) i catedràtic de Filologia Romànica (des de 1962 fins a la seva mort). En aquesta universitat va fundar el Departamento de Linguística Geral e Românica i va contribuir a la reforma del Centro de Estudos Filológicos, rebatejat després com a Centro de Linguística da Universidade de Lisboa (1975).
La seva tesi de llicenciatura fou sobre la poesia d'António Nobre, la tesi de doctorat sobre la Crónica Geral de Espanha de 1344 (publicada en dos volums, 1961-1961) i la d'habilitació sobre A linguagem dos Foros de Castelo Rodrigo (1959).
La seva recerca es va centrar primer en la literatura medieval i després en la lingüística portuguesa i romànica, amb més de 80 treballs publicats sobre dialectologia, història de la llengua, etc.
S'incorporà a l'equip d'enquestadors de l'Atlas Lingüístico de la Península Ibérica, cosa que li va permetre de fer treball de camp en dialectologia.
Amb Celso Cunha va publicar la Nova Gramática do Português Contemporâneo (1984).
Fou director de la revista Boletim de Filologia des de 1950 i organitzà un dels congressos internacionals de Lingüística i Filologia Romàniques.
En reconeixement de la seva carrera científica a Portugal va ser fet comandant de l'Ordem da Liberdade (1983) i va rebre del president Jorge Sampaio la gran creu de l'Ordem da Instrução Pública (1988). Fou membre de l'Academia Portuguesa de História i de l'Academia das Ciências de Lisboa i membre corresponent de la Real Academia de la Historia espanyola. Des de 1956 fou membre corresponent estranger de la Reial Acadèmia de Bones Lletres de Barcelona.
La Sociedade de Língua Portuguesa va instituir un premi de lingüística que porta el seu nom (Grande Prémio Internacional de Linguística Lindley Cintra).
Amb la seva dona, Maria Adelaide dos Reis Valle, va ser pare de tres fills entre els quals hi ha l'actor i director Luís Miguel Cintra (*1949).

## Publicacions
- A Linguagem dos Foros de Castelo Rodrigo. Seu confronto com a dos Foros de Alfaiates, Castelo Bom, Castelo Melhor, Coria, Cáceres e Usagre. Contribuição para o estudo do leonês e do galego-português do século XIII, Lisboa, 1959
- Estudos de Dialectologia Portuguesa, Lisboa, Sá da Costa Editora, 1983,
- (amb Celso Cunha), Nova Gramática do Português Contemporâneo, Lisboa, Edições João Sá da Costa, 1984, 734 p.
- (amb Celso Cunha), Breve Gramática do Português Contemporâneo, Lisboa, Edições João Sá da Costa, 1985, 486 p.
- O ritmo na poesia de António Nobre (edição e prefácio de Paula Morão), Imprensa Nacional Casa da Moeda, Lisboa, 2002 (publicació pòstuma de la tesi de llicenciatura que havia quedat inèdita)